# Joey Jordison

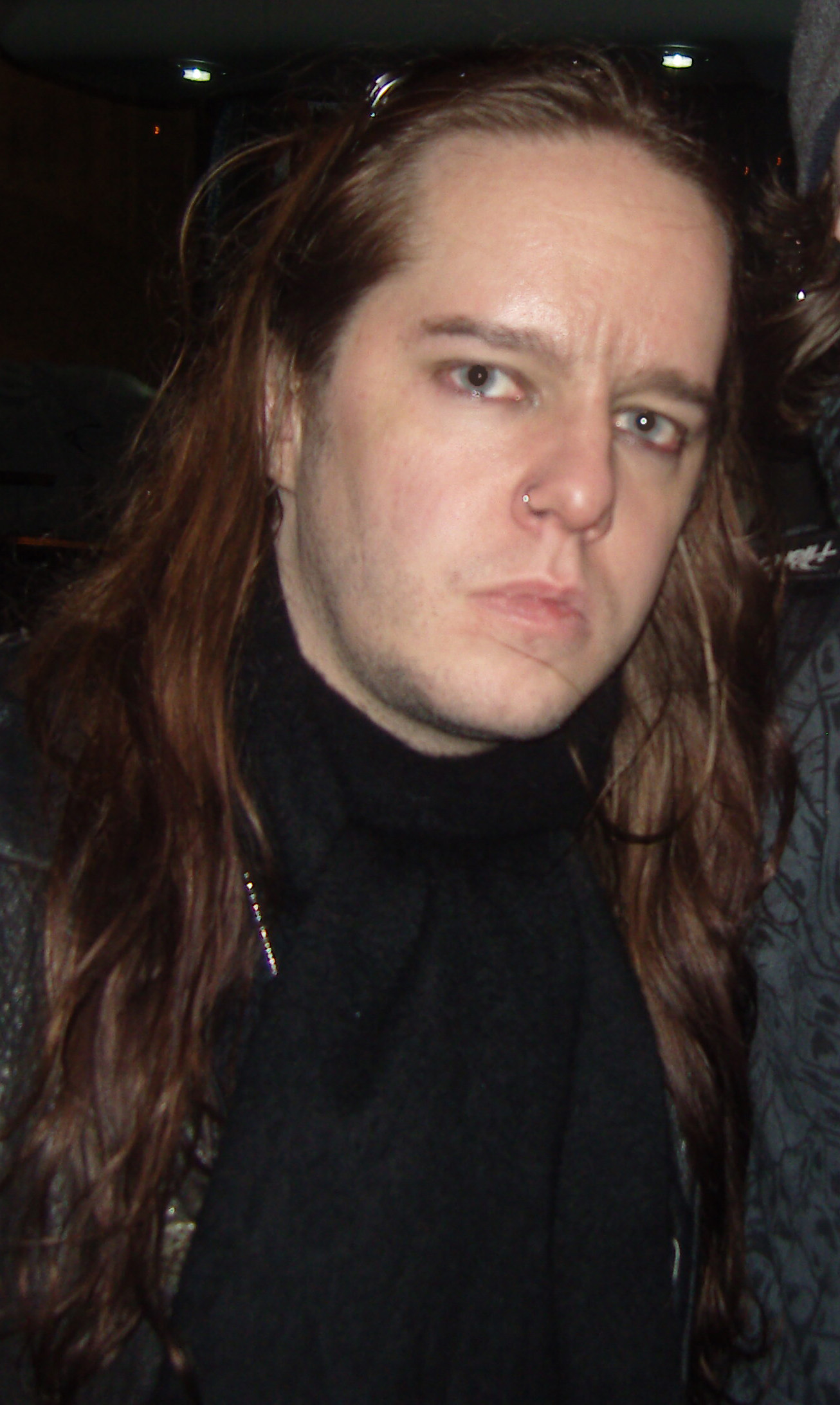
Joey Jordison (2008)

Nathan Jonas „Joey“ Jordison (* 26. April 1975 in Des Moines, Iowa; † 26. Juli 2021) war ein US-amerikanischer Schlagzeuger und Gitarrist. Bekannt wurde er als Schlagzeuger der Band Slipknot und als Gitarrist von Murderdolls. Später war er Mitglied der Bands Scar the Martyr, Sinsaenum und Vimic.

## Leben
Jordison wuchs in Waukee, einem Vorort von Des Moines, auf. Er spielte gerne Basketball auf der Straße vor seinem Haus. Schon im jungen Alter befasste er sich mit der Musik, da seine Eltern ihn lieber vor das Radio setzten als vor den Fernseher. Mit dem Schlagzeugspielen begann er, als ihm seine Eltern ein Schlagzeug zu seinem achten Geburtstag schenkten.

### Slipknot (1995–2013)

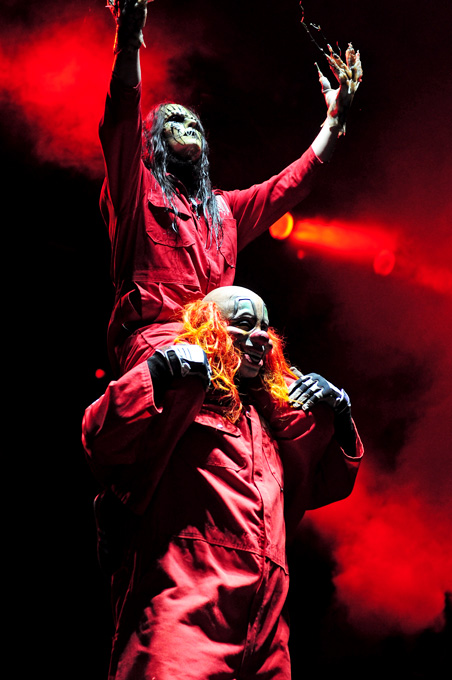
Joey Jordison (oben) mit Shawn Crahan beim Slipknot-Auftritt auf dem Soundwave Festival 2012

Von ihm stammt die Bezeichnung Maggots (Maden) für die Fans der Band. Jordison kommentierte dazu, dass er Maden für nützlich halte und die Fans damit positiv ansprechen wolle. Bei Slipknot führte Jordison die Nummer 1 (#1). Ihm wird auch der Entwurf des Bandlogos (ein neuneckiger Stern) sowie des groß geschriebenen K im Bandlogo zugeschrieben, weil er Fan der Band Korn war. Sein Lieblingssong der Band war „(sic)“. Er ist auf dem Cover des ersten Slipknot-Albums „Mate.Feed.Kill.Repeat.“ zu sehen, wie er nackt in einem Käfig kauert. Am 12. Dezember 2013 wurde über Slipknots offizielle Webseite der Ausstieg von Jordison bekannt gegeben. Am 2. Januar 2014 widersprach Jordison dieser Darstellung auf seinem eigenen Facebook-Profil.

### Murderdolls (2002–2004, 2010–2011)
Neben Slipknot war Jordison Gitarrist der Band Murderdolls. Er hatte Gastauftritte auf Alben von Evil Justice und Marilyn Manson. Mit letzterem war der Schlagzeuger befreundet. Jordison ist in Mansons Tainted Love-Videoclip zu sehen. Im Gegenzug dazu ist Manson im Videoclip „Dead in Hollywood“ von den Murderdolls zu sehen. Im Juli 2013 gab Wednesday 13 in einem Interview bekannt, dass die Murderdolls keine weiteren Songs mehr aufnehmen werden.

### Scar the Martyr (2013–2016)
Im April 2013 gründete Jordison zusammen mit Jed Simon und Kris Norris die Band Scar the Martyr. Zusammen mit Chris Vrenna und einem unbekannten Sänger wurde mit der Arbeit eines Albums begonnen. Am 21. Juni gab Scar the Martyr die Zusammenarbeit mit dem Sänger Henry Derek Bonner bekannt. Die Band löste sich nach einem Album und einer US-Tour wegen Unstimmigkeiten auf.

### Nebenprojekte
Jordison vertrat beim Download-Festival 2004 den erkrankten Schlagzeuger von Metallica, Lars Ulrich. Außerdem spielte er im selben Jahr auf der Amerikatour von Satyricon, weil deren Schlagzeuger Frost kein Visum bekam.
Des Weiteren war er als einer der vier „Team Captains“ beim Roadrunner United – The All-Star Sessions-Album beteiligt, das im Oktober 2005 anlässlich des 25-jährigen Bestehens des Musiklabels Roadrunner Records veröffentlicht wurde. Für dieses Album schrieb er Songs und spielte Schlagzeug sowie Bass.
2006 war Jordison mit Ministry als Schlagzeuger auf Tour. Bei der Tournee von Korn im Sommer 2007 vertrat er David Silveria am Schlagzeug.
Im August 2010 wurde Joey Jordison von der Musikzeitschrift Rhythm zum besten Drummer der vergangenen 25 Jahre gewählt. 2010 begleitete Jordison Rob Zombie auf dessen Tour.
Am 6. März 2016 gab er bekannt, dass er eine neue Band namens Vimic habe. Neben Vimic hatte er ein weiteres Death-Metal-Projekt namens Sinsaenum, mit dem drei Singles veröffentlicht wurden.

### Privates und Tod
In einem Interview mit der Zeitschrift Metal Hammer im Juni 2016 gab Jordison an, infolge einer Rückenmarkserkrankung, einer transversen Myelitis, bei Slipknot ausgestiegen zu sein.
Am 26. Juli 2021 starb Jordison im Alter von 46 Jahren.